# Linia Volturno

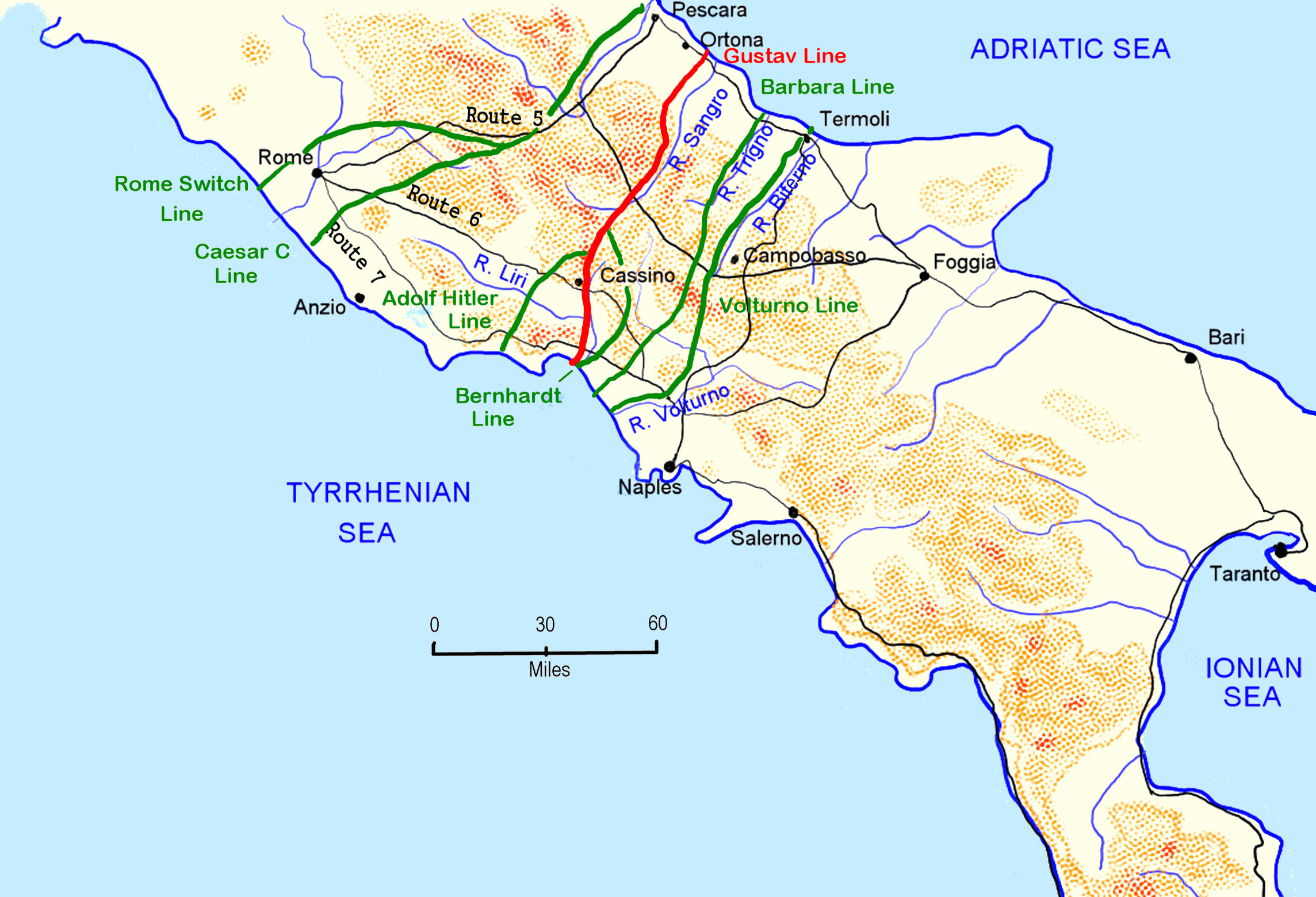
Linia defensivă germană de la sud de Roman

Linia Volturno (cunoscută și ca Linia Viktor) a fost o linie defensivă germană din Italia din timpul celui de-al doilea război mondial. 
Linia defensivă se întindea de la Tremoli în est, de-a lungul râului  Biferno, peste Munții Apenini până la râul Volturno în vest. 
După invadarea aliată din Italia, forțele germane au construit o serie de linii defensive în peninsulă, în încercarea de a întârzia înaintarea Aliaților. Linia Volturno  fost cea mai sudică astfel de linie defensivă. 

## Bătălia de la Termoli
Pe coasta Adriaticii, elementele Diviziei a 78-a de infanterie a Brigăzii a 11-a britanică de infanterie au traversat râul Biferno în dimineața zilei de 3 octombrie 1943, după o debarcare amfibie a comandourilor engleze la Tremoli în jurul orei 2:30 dimineața.. În dimineața acestei zile, cele două coloane britanice au făcut joncțiunea. Brigada a 36-a britanică a debarcat la Tremoli. Problemele logistice i-au împiedicat pe aliați să construiască un pod suficient de rezistent care să permită traversarea tancurilor în sprijinul infanteriei. După ce a aflat vestea debarcărilor de la Termoli, mareșalul Albert Kesselring, comandantul suprem al trupelor germane din Italia, a ordonat Diviziei a 16-a Panzer să se îndrepte spre Adriatica, pentru a ataca infanteria aliată lipsită de sprijinul blindatelor. Când a aflat vestea sosirii tancurilor germane, comandantul Diviziei a 78-a aliată, generalul-maior Evelegh, a cerut prioritate absolută din parte Armatei a 8-a britanică pentru aprovizionarea cu materiale de luptă, care să fie transportate peste râu. Cum blindatele germane continuau să sosească în zonă în număr din ce în ce mai mare, trupele aliate care traversaseră Biferno au fost obligate să treacă pe poziții defensive. Pânâ în seara zilei de 5 octombrie, aliații au fost împinși până la opt sute de metri de Termoli. În același timp însă, eforturile geniștilor aliați au dus la construirea unui pod din panouri prefabricate, care a permis traversarea tancurilor canadiene și britanice peste Biferno. În aceeași seară, Divizia a 78-a a Diviziei a 210-a independentă de infanterie a sosit pe mare la Termoli, iar atacurile furioase din dimineața următoare ale germanilor au fost respinse după lupte grele. Până în dimineața zilei de 6 octombrie, aliații reluaseră atacul, iar, până seara, germanii fuseseră nevoiți să se retragă pe noile poziții defensive pregătite din vreme pe râul Trigno – Linia Barbara..

## Luptele Armatei a 5-a pe râul Volturno

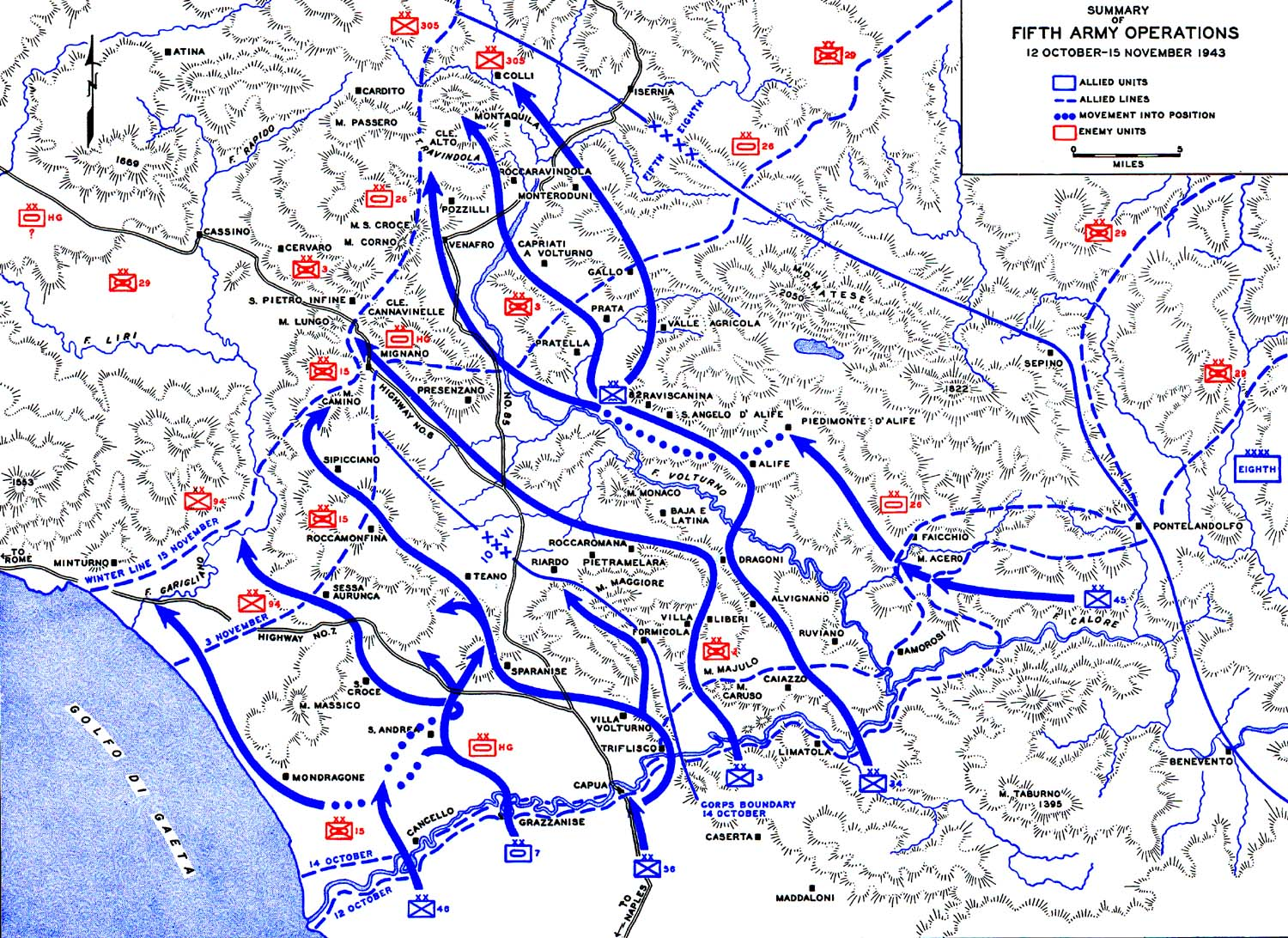
Operațiunile Armatei a 5-a SUA pe frontul din Italia, 12 – 15 octombrie 1943

Pe coasta Mării Tireniene, Armata a 5-a SUA a atacat peste râul Volturno în noaptea de 12 octombrie. Germanii au folosit cu înțelepciune terenul care favoriza defensiva și au reușit să întârzie atacul aliat până pe 2 noiembrie, când aliații i-au împins pe germani pe noua linie de apărare a acestira – Linia Barbara. 